# Gran Premio motociclistico del Brasile 1996
Il Gran Premio motociclistico di Rio 1996 fu il quattordicesimo e penultimo appuntamento del motomondiale 1996. Si svolse il 6 ottobre presso il circuito di Jacarepaguá e vide la vittoria di Mick Doohan su Honda nella classe 500, di Olivier Jacque nella classe 250 e di Haruchika Aoki nella classe 125. In tutte le classi il vincitore è partito dalla pole position e ha ottenuto anche il giro più veloce in corsa.

## Classe 500

### Arrivati al traguardo
| Pos. | Nº | Pilota            | Squadra                 | Motocicletta  | Giri | Tempo     | Griglia | Punti |
| ---- | -- | ----------------- | ----------------------- | ------------- | ---- | --------- | ------- | ----- |
| 1    | 1  | Mick Doohan       | Repsol Honda            | Honda         | 24   | 45:56.850 | 1       | 25    |
| 2    | 4  | Àlex Crivillé     | Repsol Honda            | Honda         | 24   | +0.465    | 7       | 20    |
| 3    | 9  | Norifumi Abe      | Marlboro Yamaha Roberts | Yamaha        | 24   | +5.202    | 2       | 16    |
| 4    | 24 | Carlos Checa      | Fortuna-Honda-Pons      | Honda         | 24   | +13.020   | 4       | 13    |
| 5    | 7  | Alex Barros       | Honda Pileri            | Honda         | 24   | +13.662   | 9       | 11    |
| 6    | 3  | Luca Cadalora     | Kanemoto Honda          | Honda         | 24   | +14.478   | 5       | 10    |
| 7    | 12 | Jean-Michel Bayle | Marlboro Yamaha Roberts | Yamaha        | 24   | +16.175   | 3       | 9     |
| 8    | 6  | Tadayuki Okada    | Repsol Honda            | Honda         | 24   | +17.118   | 6       | 8     |
| 9    | 11 | Scott Russell     | Lucky Strike Suzuki     | Suzuki        | 24   | +20.024   | 8       | 7     |
| 10   | 17 | Alberto Puig      | Fortuna-Honda-Pons      | Yamaha        | 24   | +38.926   | 11      | 6     |
| 11   | 41 | Shin'ichi Itō     | Repsol Honda            | Honda         | 24   | +41.332   | 12      | 5     |
| 12   | 65 | Loris Capirossi   | Marlboro Yamaha Rainey  | Yamaha        | 24   | +49.364   | 14      | 4     |
| 13   | 10 | Kenny Roberts Jr  | Marlboro Yamaha Roberts | Yamaha        | 24   | +1:04.048 | 10      | 3     |
| 14   | 8  | Juan Borja        | Elf 500 Roc             | Elf 500       | 24   | +1:10.254 | 15      | 2     |
| 15   | 22 | Lucio Pedercini   | Team Pedercini          | ROC Yamaha    | 24   | +1:16.552 | 13      | 1     |
| 16   | 27 | Frédéric Protat   | Soverex FP Racing       | ROC Yamaha    | 24   | +1:44.430 | 17      |       |
| 17   | 44 | Chris Walker      | Elf 500 Roc             | Elf 500       | 24   | +1:45.162 | 18      |       |
| 18   | 16 | Laurent Naveau    | ELC Lease Roc           | ROC Yamaha    | 24   | +1:58.087 | 21      |       |
| 19   | 32 | Stéphane Mertens  | Harris Grand Prix       | Harris Yamaha | 23   | +1 giro   | 23      |       |

### Ritirati
| Nº | Pilota            | Squadra          | Motocicletta  | Giri | Griglia |
| -- | ----------------- | ---------------- | ------------- | ---- | ------- |
| 13 | Jeremy McWilliams | Qub Team Optimum | ROC Yamaha    | 23   | 19      |
| 96 | Paul Young        | Padgetts Racing  | Harris Yamaha | 21   | 20      |
| 20 | Toshiyuki Arakaki | Team Paton       | Paton         | 21   | 24      |
| 23 | Eugene McManus    | Millar Racing    | Yamaha        | 1    | 16      |

### Non partiti
| Nº | Pilota        | Squadra             | Motocicletta | Griglia |
| -- | ------------- | ------------------- | ------------ | ------- |
| 33 | Chris Taylor  | W.C.M.              | ROC Yamaha   | 22      |
| 2  | Daryl Beattie | Lucky Strike Suzuki | Suzuki       |         |

## Classe 250

### Arrivati al traguardo
| Pos. | Nº | Pilota                   | Squadra                 | Motocicletta | Giri | Tempo     | Griglia | Punti |
| ---- | -- | ------------------------ | ----------------------- | ------------ | ---- | --------- | ------- | ----- |
| 1    | 19 | Olivier Jacque           | Chesterfield Elf Tech 3 | Honda        | 22   | 43:04.546 | 1       | 25    |
| 2    | 3  | Ralf Waldmann            | HB Honda Germany        | Honda        | 22   | +4.578    | 2       | 20    |
| 3    | 11 | Jürgen Fuchs             | HB Honda Germany        | Honda        | 22   | +5.497    | 3       | 16    |
| 4    | 10 | Tōru Ukawa               | Benetton Honda          | Honda        | 22   | +24.476   | 8       | 13    |
| 5    | 5  | Jean-Philippe Ruggia     | Chesterfield Elf Tech 3 | Honda        | 22   | +24.865   | 5       | 11    |
| 6    | 18 | Roberto Locatelli        | Nastro Azzurro Aprilia  | Aprilia      | 22   | +33.748   | 16      | 10    |
| 7    | 7  | Luis d'Antín             | MX Onda-S.S.P. Comp.    | Honda        | 22   | +35.589   | 9       | 9     |
| 8    | 16 | Sete Gibernau            | Marlboro Yamaha Rainey  | Yamaha       | 22   | +37.501   | 15      | 8     |
| 9    | 20 | Luca Boscoscuro          | Scuderia AGV            | Aprilia      | 22   | +41.514   | 23      | 7     |
| 10   | 26 | Takeshi Tsujimura        | F.C.C. Technical Sports | Honda        | 22   | +46.790   | 7       | 6     |
| 11   | 15 | Gianluigi Scalvini       | Team Pileri             | Honda        | 22   | +50.619   | 14      | 5     |
| 12   | 27 | Sebastián Porto          | PR2 Aprilia YPF-Esco    | Aprilia      | 22   | +55.979   | 13      | 4     |
| 13   | 12 | Jurgen van den Goorbergh | M.Q.P. Racing           | Honda        | 22   | +1:03.284 | 11      | 3     |
| 14   | 22 | Oliver Petrucciani       | Mohag Aprilia           | Aprilia      | 22   | +1:06.316 | 19      | 2     |
| 15   | 14 | Eskil Suter              | Mohag Aprilia           | Aprilia      | 22   | +1:07.372 | 25      | 1     |
| 16   | 9  | Yasumasa Hatakeyama      | F.C.C. T.S. Penguin     | Honda        | 22   | +1:07.416 | 24      |       |
| 17   | 66 | Alessandro Antonello     | FGF Guidotti            | Aprilia      | 22   | +1:15.215 | 20      |       |
| 18   | 28 | Cristophe Cogan          | Team AJP                | Honda        | 22   | +1:16.079 | 17      |       |
| 19   | 48 | Marcus Payten            | Axo San Patrignano      | Honda        | 22   | +1:43.484 | 29      |       |
| 20   | 59 | Federico Gartner         | Team Gregorio           | Honda        | 22   | +1:45.934 | 27      |       |

### Ritirati
| Nº | Pilota               | Squadra               | Motocicletta | Giri | Griglia |
| -- | -------------------- | --------------------- | ------------ | ---- | ------- |
| 30 | José Luis Cardoso    | Sherry Repsol Aprilia | Aprilia      | 8    | 22      |
| 60 | Fernando Flores      | Team Gregorio         | Honda        | 8    | 30      |
| 25 | Davide Bulega        | Team Italia           | Aprilia      | 7    | 21      |
| 1  | Max Biaggi           | Chesterfield Aprilia  | Aprilia      | 5    | 6       |
| 96 | José Barresi         | Marlboro Venemotos    | Yamaha       | 4    | 31      |
| 23 | Christian Boudinot   | Promoto Sport         | Aprilia      | 4    | 28      |
| 29 | Osamu Miyazaki       | Edo Racing            | Aprilia      | 3    | 26      |
| 8  | Cristiano Migliorati | Axo San Patrignano    | Honda        | 2    | 10      |
| 6  | Nobuatsu Aoki        | Rheos Molenaar Racing | Honda        | 1    | 4       |
| 41 | Jamie Robinson       | Docshop Racing        | Aprilia      | 0    | 18      |
| 55 | Régis Laconi         | Tecmas Grand Prix     | Honda        | 0    | 12      |

## Classe 125

### Arrivati al traguardo
| Pos. | Nº | Pilota            | Squadra                 | Motocicletta | Giri | Tempo     | Griglia | Punti |
| ---- | -- | ----------------- | ----------------------- | ------------ | ---- | --------- | ------- | ----- |
| 1    | 1  | Haruchika Aoki    | Rheos Molenaar Racing   | Honda        | 21   | 42:48.875 | 1       | 25    |
| 2    | 3  | Emilio Alzamora   | Cepsa Effeuno Matteoni  | Honda        | 21   | +8.440    | 6       | 20    |
| 3    | 7  | Masaki Tokudome   | Ditter Plastic          | Aprilia      | 21   | +19.076   | 5       | 16    |
| 4    | 55 | Jorge Martínez    | Airtel-Aspar            | Aprilia      | 21   | +22.674   | 7       | 13    |
| 5    | 72 | Garry McCoy       | Scuderia Alfa Bieffe    | Aprilia      | 21   | +23.336   | 8       | 11    |
| 6    | 12 | Noboru Ueda       | Docshop Racing          | Honda        | 21   | +30.056   | 4       | 10    |
| 7    | 13 | Lucio Cecchinello | Honda Team GP3          | Honda        | 21   | +30.206   | 14      | 9     |
| 8    | 19 | Yōichi Ui         | Yamaha Kurz             | Yamaha       | 21   | +30.866   | 12      | 8     |
| 9    | 6  | Stefano Perugini  | Nastro Azzurro Aprilia  | Aprilia      | 21   | +32.286   | 2       | 7     |
| 10   | 5  | Dirk Raudies      | HB Team Raudies         | Honda        | 21   | +32.614   | 10      | 6     |
| 11   | 2  | Kazuto Sakata     | Krona-Aprilia           | Aprilia      | 21   | +40.166   | 13      | 5     |
| 12   | 14 | Yoshiaki Katō     | Yamaha Kurz             | Yamaha       | 21   | +41.343   | 20      | 4     |
| 13   | 36 | Josep Sardá       | Mobil 1-TNT-LB Racing   | Honda        | 21   | +47.501   | 18      | 3     |
| 14   | 23 | Frédéric Petit    | Team RMS                | Honda        | 21   | +53.879   | 9       | 2     |
| 15   | 24 | Jaroslav Huleš    | Team Pileri             | Honda        | 21   | +57.353   | 16      | 1     |
| 16   | 15 | Manfred Geissler  | Marlboro-Aprilia-Eckl   | Aprilia      | 21   | +1:01.912 | 17      |       |
| 17   | 4  | Akira Saitō       | Docshop Racing          | Honda        | 21   | +1:02.172 | 25      |       |
| 18   | 94 | Luigi Ancona      | Team Italia             | Aprilia      | 21   | +1:17.209 | 21      |       |
| 19   | 27 | Gabriele Debbia   | Biesse Semprucci Debbia | Yamaha       | 21   | +1:19.526 | 22      |       |

### Ritirati
| Nº | Pilota            | Squadra                | Motocicletta | Giri | Griglia |
| -- | ----------------- | ---------------------- | ------------ | ---- | ------- |
| 69 | Mirko Giansanti   | Team Pileri            | Honda        | 14   | 19      |
| 8  | Tomomi Manako     | UGT Europa             | Honda        | 4    | 3       |
| 11 | Herri Torrontegui | Axo San Patrignano     | Honda        | 4    | 24      |
| 26 | Ivan Goi          | Cepsa Effeuno Matteoni | Honda        | 0    | 15      |
| 35 | Loek Bodelier     | Mobil 1-TNT-LB Racing  | Honda        | 0    | 23      |
| 46 | Valentino Rossi   | Scuderia AGV           | Aprilia      | 0    | 11      |